# عباس سرخاب
عباس سَرخاب بازیکن پیشین و مربی فوتبال ایرانی است. سرخاب در دوران بازیگری، عضو باشگاه استقلال تهران و تیم ملی ایران بود.
هم اکنون عباس سرخاب مربی کمکی تیم ملی فوتبال جوانان ایران است.

## افتخارات
سرخاب به همراه تیم فوتبال استقلال تهران در سال ۱۹۹۰ (۱۳۷۰ خورشیدی) در مسابقات جام باشگاه‌های آسیا، به قهرمانی رسید و به عنوان بهترین بازیکن آن دوره برگزیده شد. او در دربی سال ۱۳۶۹، یکی از گل‌های تیم استقلال را در آغاز نیمه دوم به ثمر رساند و باعث پیروزی ۲–۱ تیم‌اش مقابل پرسپولیس تهران شد. از آن پس سرخاب، از سوی هواداران استقلال، «عباس سی ثانیه» لقب گرفت. در سال ۱۹۸۸ میلادی به همراه تیم ملی در قطر در مسابقات جام ملتهای آسیا به مقام سوم آسیا رسید. همچنین آقای گل مسابقات جام استقلال کشور قطر شد.او نیز طی دوره کوتاهی به عضویت تیم ساسانای تایلند در آمد و سپس به فجر سپاسی پیوست از جمله افتخارات چشمگیر سرخاب به عنوان سرمربی می‌توان به صعود تیم فولاد هرمزگان از دسته سوم باشگاه‌های ایران به به دسته دوم و همچنین صعود تیم مذکور از دسته دوم باشگاه‌های ایران به دسته اول را یک سال پس از حضور در رقابتهای دسته دوم باشگاه‌های ایران اشاره کرد که در حال حاضر این تیم پس از واگذاری به شرکت آلومینیوم المهدی هرمزگان، تحت عنوان همین نام در لیگ دسته اول باشگاه‌های کشور رقابت می‌کند و همچنین صعود تیم کارگر بنه گز بوشهر از دسته سوم به دسته دوم نیز اشاره کرد.
سرخاب در اسفندماه ۱۳۶۷ از تیم نیروی زمینی تهران، به باشگاه استقلال تهران پیوست و تا سال ۱۳۷۴ در این باشگاه ماند. عباس سرخاب همراه با تیم استقلال تهران به مقام قهرمانی جام باشگاه‌های آسیا در سال ۱۹۹۰ و نایب‌قهرمانی جام باشگاه‌های آسیا در سال ۱۹۹۱ دست یافت. همچنین در جام باشگاه‌های آسیا در سال ۱۹۹۰ به عنوان بهترین بازیکن انتخاب شد و گل وی به تیم پلیتا جایا اندونزی به عنوان زیباترین گل بازی‌ها شناخته شد.
او در تیرماه ۱۳۸۴، در یک مسابقه دوستانه میان استقلال و منتخب سائوپائولو به همراه جعفر مختاری‌فر از دنیای بازیگری فوتبال خداحافظی کرد.